# Los jugadores de Triskelion (Star Trek: La serie original)
Los jugadores de Triskelion es el episodio número 16 de la segunda temporada de Star Trek: La serie original, fue transmitido por primera vez el 5 de enero de 1968 y repetido el 3 de mayo de 1968. Es el episodio número 45 en ser transmitido y el número 46 en ser producido, fue escrito por Margaret Armen y dirigido por Gene Nelson.
Resumen: El capitán Kirk y sus compañeros son enviados a combatir como gladiadores para el entretenimiento y apuestas de tres seres incorpóreos.

## Trama
En la fecha estelar 3211.7, la nave estelar USS Enterprise está en una inspección de rutina de una estación no tripulada en Gamma II. El capitán Kirk, la teniente Uhura y el Sr. Chekov se colocan en el teletransportador para ser enviados, pero se desvanecen antes de que éste pueda ser activado. Los tres aparecen en el suelo en una arena rodeada por rejas en un planeta desconocido. Cuando se levantan, son rodeados por cuatro humanoides de varias especies que los atacan. Los tripulantes del Enterprise tratan de usar sus armas para defenderse, pero sus fásers están inutilizadas.
Los combatientes humanoides atacan a los miembros de la tripulación del Enterprise y los tiran contra el suelo. En ese momento aparece un hombre vestido de negro, y finaliza el combate y felicita al equipo de Kirk por su desempeño. El ser se identifica como Galt, Jefe de Siervos de Triskelion, y les informa que trabaja para los Proveedores, los maestros invisibles quienes apuestan entre ellos por los juegos que se realizan en la arena. Galt les informa que pasarán el resto de sus vidas como gladiadores, habiendo sido seleccionados para combatir para el entretenimiento de los Proveedores. A los tripulantes se les ponen collares metálicos (que provocan severo dolor si desobedecen las instrucciones que se les dan) y son llevados a sus celdas.
Mientras tanto en el Enterprise buscan a los tripulantes raptados. Los sensores no muestran signos de ellos y la tripulación comienza a buscar en todos los planetas habitables del sistema.
De regreso a Triskelion, Kirk y su equipo hacen planes para escapar, pero encuentran que el poder de Galt es irrompible. Cualquier intento de desobedecer resulta en un doloroso castigo proporcionado por sus collares, que no pueden ser quitados. Los tres son presentados a sus siervos de instrucción que los prepararán para los combates contra otros gladiadores. Chekov es emparejado con Tamoon, un ser andrógino con características parecidas a un tigre y una voz grave, que es de inmediato atraído por Chekov. La pareja de Uhura es Lars, un apuesto y algo arrogante hombre con piel de bronce, y Kirk se reúne con su propio siervo, Shahna (personificada por la actriz Angelique Pettyjohn), una bella y tímida mujer con pelo verde que está vestida exóticamente con un traje plateado. Shahna al principio es dura con Kirk pero parece desarrollar compasión por el capitán.
Shahna le explica que los siervos de entrenamiento los prepararán y una vez que estén listos para competir serán vendidos a alguno de los Proveedores. Galt les informa que el grupo de Kirk pertenece al Proveedor Uno, y que las fallas y desobediencias no serán toleradas.
Durante el entrenamiento Kirk se encuentra a solas con Shahna. Él la interroga acerca de los Proveedores, pero no desea responderle. Kirk trata de ablandar a Shahna contándole que existen otros planetas que ha visitado y hablándole de los conceptos que abarca la libertad. Parece funcionar, pero cuando le responde es dejada inconsciente por el dolor causado por su collar. Galt aparece y les ordena regresar a sus celdas, mientras Kirk le explica que él es quien debería haber sido castigado, no ella.
De regreso al Enterprise, el Sr. Spock, el Dr. McCoy, y el Sr. Scott tratan de encontrar a su capitán y a los tripulantes perdidos. A pesar de las protestas de los otros miembros de la tripulación, Spock decide seguir un extraño rastro de iones que sugiere que podría haber sido producido por el rayo transportador que secuestró a los tripulantes. Siguen el rastro a un sistema cercano, el M-24 Aplha, y continúan la búsqueda usando sus sensores.
De regreso en la celda de Kirk, Shahna expresa que tiene siente agradecimiento por el anterior intento de Kirk por salvarla de su castigo, reclamando la responsabilidad por el castigo que ella sufrió. Kirk toma ventaja del apasionado abrazo, la golpea dejándola inconsciente. Sale de su celda y libera a Chekov y Uhura. Los tres huyen pero son detenidos por Galt que aparece y activa sus collares de dolor. Sólo un recordatorio, como una de las incorpóreas voces de los Proveedores les dice. Ustedes los terrestres son muy estimulantes.
El Enterprise entra en órbita alrededor del planeta Triskelion, y Spock localiza a los tripulantes perdidos en su superficie. Spock y McCoy intentan bajar, pero la nave es dominada por un rayo de energía activado por los Proveedores. Dándose cuenta de que su nave y su tripulación están en juego, y que los Proveedores todo lo oyen y todo lo ven, Kirk anuncia que hará una apuesta que los Proveedores no podrán rehusar. De improviso es teletransportado a una caverna subterránea 1000 metros bajo la superficie del suelo llena de extrañas maquinarias. Encuentra una mesa abovedada en el centro de la habitación; hay tres cerebros sin cuerpo que brillan desde el interior.
Los cerebros hablan, identificándose a sí mismos como los Proveedores, antiguos seres de puro intelecto que pasan su tiempo haciendo apuestas entre sí, apostando sumas de "quatloos" sobre el resultado de las competencias. Piden escuchar cuál es la apuesta de Kirk. Les dice a los cerebros que él y su equipo pueden derrotar a los siervos de entrenamiento. Si la tripulación de Kirk es victoriosa, los cerebros deben liberar al Enterprise y dejar al equipo y a todos los siervos libres. Los Proveedores deben finalizar sus juegos mortales y usar su conocimiento para enseñarles a los siervos a fundar una sociedad libre. Si Kirk pierde, promete una vida de entretenimiento en más competencias con toda la tripulación de la nave.
Los Proveedores expresan su deseo de ver a Kirk morir, dado todos los problemas que les ha causado, y aceptan alegremente su apuesta, pero solo si Kirk se enfrenta a los siervos solo. Sin posibilidad de elegir, Kirk está de acuerdo, y los cerebros lo envían de regreso a la arena. El combate comienza, con la tripulación del Enterprise vigilando la batalla en la pantalla principal del puente. Kirk logra matar a dos de los siervos y herir a un tercero, pero los Proveedores reemplazan al guerrero herido con Shahna. Kirk está cansado pero logra dominar a Shahna, quien se rinde. Los Proveedores aceptan el resultado y le permiten a Kirk y a los otros irse libremente.
Kirk se queda atrás para un beso final de Shahna y le explica que no habrá más juegos, y que los Proveedores le ayudarán a comenzar una civilización de libertad.